# Caverna da Araponga
Gruta da Araponga é uma caverna localizada na cidade de Lençóis, na área do Parque Nacional da Chapada Diamantina, região central do estado brasileiro da Bahia.
Essa gruta está localizada no vale formado pelo rio Lençóis e, segundo o pesquisador Cristiano Fernandes Ferreira, possui potencial científico, chama a atenção entre outras localizadas no Parque porque "se  destaca  pela  presença  de um  grande abismo (não prospectado), recorrência de depósitos químicos  (sílica)  sob  as  mais  variadas  formas (coralóides, placas  estalagmíticas, espirólitos,  entre outros)  e  pela  grande  potencialidade bioespeleológica. Aparentemente esta caverna nunca havia  sido  explorada por  espeleólogos,  apenas por caçadores  eventuais  que  a  utilizam  como  refúgio", acrescentando: "Como  as  capas  estalagmíticas  são  recorrentes  em toda  a  caverna,  os  únicos  impactos  observados foram a quebra desses depósitos em diversos pontos e  a  formação  de  fogueiras  sobre  as  mesmas.  A realização de pesquisas e mapeamento nesta caverna deve  ser  incentivado  pela  gestão  do  PARNA Chapada Diamantina, que precisa sempre  informar aos  pesquisadores  sobre  a  fragilidade  de  suas formações internas".

## Descrição pelo ICMBio
No "Plano de Manejo do Parque Nacional da Chapada Diamantina" de 2007, o Instituto Chico Mendes de Conservação da Biodiversidade fez a seguinte descrição:
«O primeiro fator refere-se provavelmente à composição química dos sedimentos que compuseram as rochas nestes locais (tanto o cimento, quanto os clastos), dada pelo evento deposicional. Neste caso, a lixiviação causada pela água de percolação poderia criar uma desestruturação de certas camadas, intensificando a erosão subterrânea e por fim originando cavernas em tais pontos. O segundo fator relaciona-se ao tempo, indicando que as cavidades que ora se situam no topo, estão relativamente envelhecidas, no estágio final da evolução normal. Ou seja, o avanço dos processos erosivos na região teria encaixado a drenagem e alçado relativamente a caverna. Sendo assim, o tempo de vida destas formações estaria se esgotando, predispondo-as a desmoronamentos. O acesso à caverna é por trilha até uma fazenda próxima, de onde se segue pelo depósito de sopé da escarpa, sem trilha marcada, em subida íngreme e com vegetação densa. Chegando-se às imediações da caverna, a trilha redefine-se, sendo possível visualizar o vale abaixo. A entrada da cavidade é bem estreita, aproveitando o acamamento do maciço arenítico, em interseção com uma falha vertical, possuindo blocos abatidos junto à boca. O maciço arenítico é homogêneo, de textura média a fina, pertencente à formação Tombador. A poucos metros abaixo da entrada, o salão toma forma, ampliando-se. Desenvolve-se então seguindo o leito de um córrego interno, tanto a montante quanto a jusante. Percebe-se logo a presença de deposição química, especialmente no teto. Predominam espeleotemas do tipo coraloide. A montante, à medida que se caminha, aumenta a presença de espeleotemas, tanto em quantidade quanto em variedade. Foram encontrados exemplares de estalactites (algumas espiraladas), estalagmites, coraloides, cortinas (incipientes), capas calcíticas (teto e pavimento) e formações similares a bolhas.»
«O desenvolvimento a partir da entrada para montante supera os 60m, com a presença de um córrego ora aparente, ora subjacente. Já a jusante, bifurca em Y, dando ambos os braços em um abismo de falha, cujo desnível não foi possível averiguar. Aparenta possuir uma profundidade considerável, uma vez que o tempo de queda do cascalho supera os 5 segundos. No abismo deságua o córrego subterrâneo supracitado. Quanto à fauna, foram encontrados exemplares relevantes, contudo pouco abundantes. Teias em cone, sons de grilos, outros insetos diversos e, especialmente, girinos aparentemente despigmentados, os quais se encontravam em uma poça de fraco escoamento. Seria necessária a análise por um bioespeleólogo, para aferir a importância de tais espécimes.»